# Ла-Диг
Ла-Диг (фр. и англ. La Digue) — один из островов Сейшельского архипелага. Расположен в Индийском океане, принадлежит государству Сейшельские Острова.

## География
Один из наиболее крупных островов архипелага, находится по соседству с островами Праслен и Маэ, в 43 км к северо-востоку от Маэ и в 6 км от Праслена, с которыми связан паромным сообщением. Размеры острова — приблизительно 3 на 5 км.

## История
Остров был открыт в 1744 году, однако своё название получил только в 1768 году, когда его посетил французский мореплаватель Марк Жозеф Марион-Дюфрен.

## Население
На острове проживает более 2 тысяч жителей.

## Интересные факты
- На острове находится бунгало, в котором снимались сцены французского фильма 1977 года Прощай, Эммануэль!.
- В связи с действовавшим ранее запретом на использование автотранспорта, есть мнение, что самый популярный транспорт на острове — велосипеды и воловьи упряжки. На самом деле сейчас на острове есть такси и даже автомастерская, а 27 из 800 домохозяйств имели в 2010 году моторизованный транспорт.